# Instytut Studiów Marksistowsko-Leninowskich Albańskiej Partii Pracy
Instytut Studiów Marksistowsko-Leninowskich Albańskiej Partii Pracy, Instytut Studiów Marksistowsko-Leninowskich przy KC APP (Instituti i Studimeve Marksiste-Leniniste - ISML, Instituti i Studimeve Marksiste-Leniniste Pranë Komitetit Qendror Të PPSH) - czołowa placówka naukowo-badawcza partii.

## Charakterystyka
Powstał w 1956 jako Instytut Historii APP (Institut i Historisë are PPSH); w 1966 placówka została przekształcona w Instytut Studiów Marksistowsko-Leninowskich. W 1968 w instytucie ukazała się praca pt. „Historia ALP” (Historia e PPSH). Placówka była organizatorem szeregu konferencji, m.in. nt. Studiów Społecznych (1969, 1972), Problematyce Konstytucji (1976), Wojnie Klas (1977), Rozwojowi gospodarczemu w VII planie pięcioletnim (1983), czy Rewizjonizmowi Związku Sowieckiego i walce o jego zdemaskowanie (1983). W 1968 pod auspicjami instytutu opublikowano „Dzieła Envera Hodży” i główne dokumenty APP.

## Komórki organizacyjne[2]
- sektor Historii APP,
- sektor Filozofii,
- sektor Ekonomii Politycznej,
- sektor Międzynarodowego ruchu komunistycznego, ruchu robotniczego i narodowowyzwoleńczego,
- Biblioteka
- Dział wydawnictw

## Dyrektorzy
- 1958-1965 - Ndreci Plasari, dyr. Instytutu Historii[3]
- 1966- Nexhmije Hoxha[4]